# Rumdoodle Lake
Rumdoodle Lake är en sjö i Antarktis. Den ligger i Östantarktis. Australien gör anspråk på området. Rumdoodle Lake ligger 561 meter över havet.
I övrigt finns följande vid Rumdoodle Lake:
- Lassitude Lake (en sjö)